# مناخ الهند

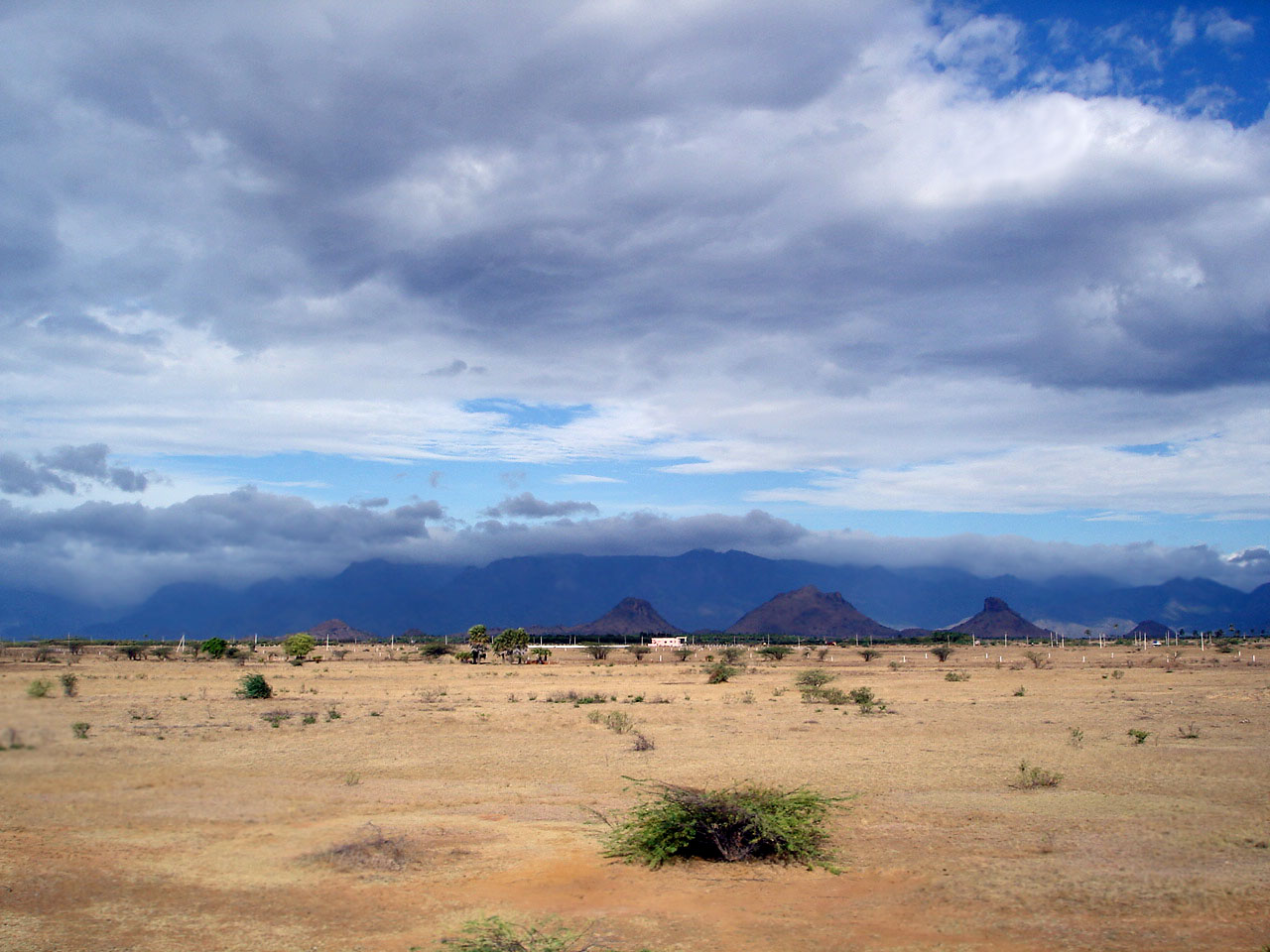

يتضمن مناخ الهند نطاقًا واسعًا من ظروف الطقس عبر نطاق جغرافي واسع وتضاريس متنوعة، ما يجعل التعميم أمرًا صعبًا. استنادًا إلى تصنيف كوبن للمناخ، تضم الهند ستة أنواع فرعية من المناخ، تتنوع بين الصحراء القاحلة في الغرب، والتندرا الجبلية والأنهار المتجمدة في الشمال، والمناطق الاستوائية الرطبة الداعمة للغابات المطيرة في الجنوب الغربي، ومناطق الجزر. تضم العديد من المناطق في الهند أشكالًا مختلفة من المناخ الأصغري، لتصبح من أكثر البلاد المتنوعة مناخيًا في العالم. تتبع دائرة الأرصاد الجوية في الهند المعايير العالمية فيما يتعلق بالفصول المناخية الأربعة مع إجراء بعض التعديلات المحلية: الشتاء (ديسمبر ويناير وفبراير)، الصيف (مارس وأبريل ومايو)، تعني الرياح الموسمية الموسم الممطر (من يونيو حتى سبتمبر)، وفترة ما بعد الرياح الموسمية (من أكتوبر حتى نوفمبر).
تؤثر كل من الجغرافيا والجيولوجيا على المناخ تأثيرًا محوريًا: تعمل صحراء طهار في الشمال الغربي مع الهيمالايا في الشمال بنظام تتابعي يؤثر على نظام الرياح الموسمية المهم من الناحية الثقافية والاقتصادية. باعتبارها سلسلة الجبال الأعلى والأضخم على سطح الكرة الأرضية، تصد جبال الهيمالايا تدفق الرياح السفحية الهابطة الباردة عن هضبة التبت وآسيا الوسطى. تبقى معظم الأجزاء الشمالية من الهند دافئة أو معتدلة البرودة أو باردة خلال الشتاء؛ يُبقي نفس السد الحراري معظم أجزاء الهند حارةً أثناء الصيف.
على الرغم من مرور مدار السرطان -الحد الفاصل بين المناطق الاستوائية وشبه الاستوائية- في منتصف الهند، يمكن اعتبار الجزء الأكبر من الهند استوائي مناخيًا. كما هو الحال في المناطق الاستوائية، تعتبر الرياح الموسمية وأنماط الطقس الأخرى في الهند غير مستقرة على نحو كبير: فالجفاف التاريخي والفيضانات والأعاصير وغيرها من الكوارث الطبيعية تحدث على نحو متقطع، ولكنها تشرد أو تحصد حياة الملايين من البشر. هناك رأي علمي يشير إلى أن تلك الأحداث المناخية في جنوب الهند تتغير من حيث التقلب والخطورة والتكرار. كما تعتبر التغيرات الزراعية الجارية والمستقبلية والارتفاع الحالي في منسوب البحار والإغراق المصاحب للمناطق الساحلية الهندية المنخفضة من التأثيرات الأخرى التي ترجع إلى الاحتباس الحراري.

## التاريخ
خلال العصر الثلاثي منذ ما يتراوح بين 251 و199.6 مليون عام، كانت شبه القارة الهندية جزءًا من القارة العظمى المعروفة باسم بانجيا. على الرغم من موقعها بين حزام خطوط العرض المرتفعة بين 55 و75° -وهي الارتفاعات التي تحتلها أجزاء من شبه جزيرة أنتاركتيكا، على العكس من الموقع الذي تحتله الهند حاليًا بين خطوط عرض 5 و35° شمالًا- تعرضت الهند إلى مناخ رطب معتدل مع طقس دافئ وخال من الصقيع، خلال المواسم المحددة بصورة واضحة. اندمجت الهند لاحقًا مع قارة جندوانا العظمى، وهي العملية التي بدأت منذ ما يتراوح بين 550 و500 مليون عام. في أواخر حقبة الحياة القديمة، امتدت جندوانا من نقطة في القطب الجنوبي أو بالقرب منه إلى نقطة بالقرب من خط الاستواء، حيث تمركز المِجَن الهندي (قشرة قارية مستقرة)، ما أنتج مناخًا لطيفًا مثاليًا لاستضافة الأنظمة البيئية ذات الكتلة الحيوية المرتفعة. يتأكد ذلك من خلال مخزون الهند الضخم من الفحم -يعود معظمه إلى تتابع رسوبيات أواخر حقبة الحياة القديمة- الذي يعتبر رابع أضخم مخزون للفحم في العالم. خلال حقبة الحياة الوسطى، كان العالم بما فيه الهند، أدفأ بشكل ملحوظ مقارنة بالوقت الحالي. مع قدوم العصر الفحمي، تسبب التبريد العالمي في دور جليدي انتشر شمالًا من جنوب أفريقيا وحتى الهند؛ تلك الحقبة الباردة استمرت حتى العصر البرمي.
تسببت حركة الصفائح التكتونية في مرور الصفيحة الهندية على نقطة جيولوجية ساخنة (نقطة ريونيون الساخنة) التي تشغلها حاليًا جزر ريونيون البركانية. تسبب ذلك في فيضانات ضخمة من البازلت والتي كونت مصاطب الدكك منذ ما يتراوح بين 60 و68 مليون عام، في نهاية العصر الطباشيري. ربما يكون ذلك قد ساهم في انقراض العصر الطباشيري الثلاثي الذي ساهم في تعرض الهند لمستوى منخفض بشكل ملحوظ من الإشعاع الشمسي. نتيجة لارتفاع مستويات غازات الكبريت في الغلاف الجوي تكون الهباء الجوي من غازات مثل ثاني أكسيد الكبريت وحمض الكبريتيك، المماثلة لتلك الموجودة في الغلاف الجوي للزهرة؛ تسبب ذلك أيضًا في الأمطار الحمضية. ساهم أيضًا ارتفاع انبعاثات ثاني أكسيد الكربون في تأثير البيت الزجاجي، متسببًا في طقس أدفأ استمر لفترة طويلة بعد انقشاع الحجاب الذي كفن الغلاف الجوي بالغبار والأهباء الجوية. كانت التغيرات المناخية اللاحقة التي حدثت منذ ما يقرب من 20 مليون عامًا، التي حدثت بعد اصطدام الهند بكتلة اليابسة المعروفة باسم لوراسيا، شديدة لدرجة أنها تسببت في انقراض العديد من الأنواع التي استوطنت الهند. تسبب تكوّن جبال الهيمالايا في حجب هواء وسط آسيا البارد، مانعةً إياه من الوصول إلى الهند؛ جعل ذلك مناخ الهند أدفأ بشكل ملحوظ وأكثر استوائية في خصائصه مما كان ينبغي أن يبدو عليه.

### الأمطار الاستوائية
يسود المناخ الاستوائي الممطر المناطق التي تثبت فيها درجات الحرارة العالية أو الدافئة، التي لا تقل عن 18 درجة مئوية (64 فهرنهايت). تضم الهند نوعين فرعيين من المناخ، هما المناخ المداري الموسمي والمناخ المداري القاري الذي يصنف ضمن تلك المجموعة.
1) يعتبر المناخ الاستوائي الممطر الأكثر رطوبة -يُعرف أيضًا بالمناخ الاستوائي الموسمي- والذي يغطي شريحة من الأراضي المنخفضة في الجنوب الغربي المتاخمة لساحل مليبار، وغاتس الغربية، وآسام الجنوبية. تتعرض أيضًا مناطق الجزر في الهند لهذا المناخ، وهي لاكشادويب وأندامان وجزر نيكوبار. يتميز أيضًا بدرجات حرارة معتدلة إلى مرتفعة على مدار العام، حتى في التلال، يعتبر تساقط الأمطار موسميًا ولكنه غزير (أكثر من 2000 مللي متر (79 بوصة) سنويًا). تتساقط معظم الأمطار بين مايو ونوفمبر؛ تكفي تلك الرطوبة لاستدامة الغابات المورقة والزراعة لبقية الفترات الجافة خلال العام. تستمر الشهور الأكثر جفافًا من ديسمبر إلى مارس، حيث تندر الأيام الممطرة. يعود الفضل للأمطار الموسمية الغزيرة في التنوع البيولوجي الاستثنائي في الغابات الاستوائية المطيرة في تلك المناطق.
2) يعتبر المناخ المداري القاري الأكثر شيوعًا في الهند. ويُلاحظ أنه أكثر جفافًا من المناطق ذات المناخ الموسمي المداري. يسود المناخ المداري القاري في معظم الأجزاء الداخلية في شبه الجزيرة الهندية باستثناء صحراء الظل المطري شبه الجافة التي تقع شرق غاتس الغربية. يطول الشتاء وبداية الصيف حيث الجفاف ودرجات الحرارة التي تزيد قليلًا في المتوسط عن 18 درجة مئوية (64 فهرنهايت). يعتبر الصيف أكثر حرارة بشكل كبير؛ قد تتخطى درجات الحرارة في المناطق المنخفضة 50 درجة مئوية (122 فهرنهايت) خلال مايو، مؤديةً إلى موجات حارة قد تقتل كل منها مئات الهنود. يستمر ذلك الموسم المطير من يونيو إلى سبتمبر؛ وتتراوح معدلات الأمطار سنويًا بين 750 و1500 مللي متر (30-59 بوصة) خلال المنطقة. بمجرد بداية الرياح الموسمية الشمالية الشرقية الجافة في سبتمبر، تسقط معظم الأمطار على تاميل نادو، تاركةً باقي الولايات جافة مقارنةً بها.
تقع معظم دلتا نهر الغانج في منطقة المناخ المداري الممطر: تستقبل سنويًا ما بين 1500 و2000 مللي متر (59 إلى 79 بوصة) من الأمطار في الجزء الغربي، وما بين 2000 و3000 مللي متر (79 إلى 118 بوصة) في الجزء الشرقي. يعتبر شهر يناير أبرد شهور السنة؛ بينما يُعتبر أبريل ومايو الشهرين الأدفأ. يتراوح متوسط درجات الحرارة في يناير بين 14 إلى 25 درجة مئوية (57 إلى 77 فهرنهايت) بينما يتراوح متوسط درجات الحرارة في أبريل بين 25 إلى 35 درجة مئوية (77 إلى 95 فهرنهايت). يعتبر شهر يوليو الأبرد والأكثر إمطارًا: يسقط أكثر من 330 مللي متر (13 بوصة) من الأمطار على الدلتا.